# Hoornbloemdwergspanner
De hoornbloemdwergspanner (Eupithecia pygmaeata) is een nachtvlinder uit de familie van de spanners (Geometridae). 

## Kenmerken
De voorvleugellengte bedraagt tussen de 8 en 9 mm, zelfs voor een dwergspanner is dat klein. De basiskleur van de vleugels is chocoladebruin. De vleugels kennen nauwelijks tekening, soms zijn er lichtgekleurde dwarslijnen. De franje is geblokt.

## Levenscyclus
De hoornbloemdwergspanner gebruikt hoornbloem (Cerastium) en muur (Stellaria) als waardplanten. De rups is te vinden van juni tot september. De soort overwintert als pop. Er zijn jaarlijks twee generaties die vliegen van halverwege april tot en met augustus.

## Voorkomen
De soort komt verspreid voor over het Palearctisch gebied, en ook in het Nearctisch gebied. De habitat bestaat vooral uit natte ruige terreinen. De hoornbloemdwergspanner is in Nederland en België een zeldzame soort. 